# Franz Seraph von Sommaruga

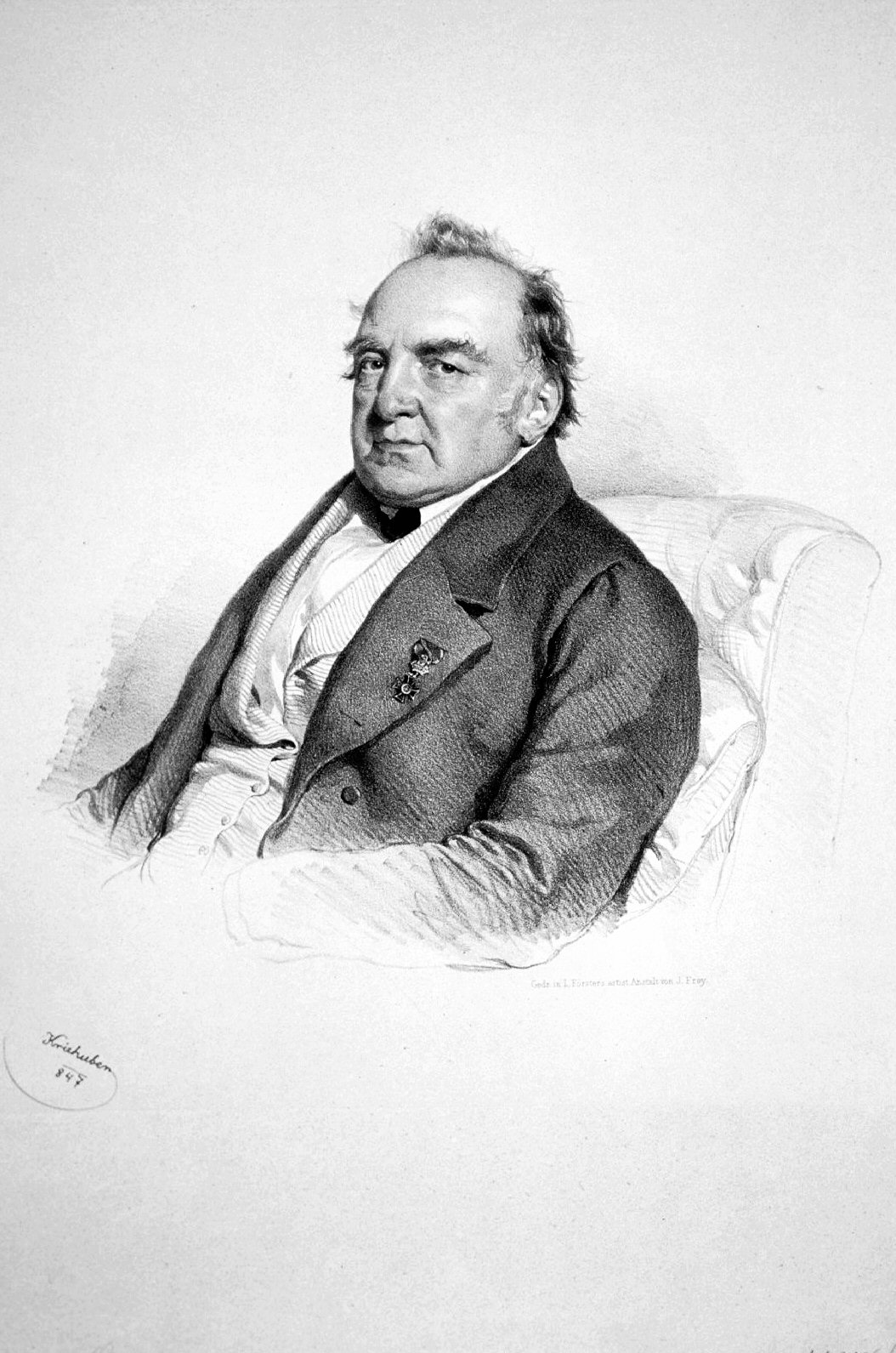
Franz Seraph Freiherr von Sommaruga, Lithographie von Josef Kriehuber, 1847

Franz Seraph Vincenz Emanuel Freiherr von Sommaruga (* 18. April 1780 in Wien; † 2. Oktober 1860 ebenda) war ein österreichischer Jurist, Professor und kurzzeitig Unterrichts- wie auch Justizminister.
Sommaruga war im Revolutionsjahr 1848 unter dem Ministerpräsidenten Franz von Pillersdorf kurzzeitig Unterrichtsminister von 20. März 1848 bis 7. Mai 1848 und Justizminister von 22. April 1848 bis 7. Mai 1848.
Am 18. Juli 1860 wurde er zum Ehrenbürger von Wien ernannt. Im Jahr 1894 wurde in Wien-Währing (18. Bezirk) die Sommarugagasse nach ihm benannt.